# حسینی شاهرودی
حسینی شاهرودی می‌تواند درباره یکی از این افراد به کار رود:
- سید محمود حسینی شاهرودی
- سید محمد حسینی شاهرودی
- سید محمد حسینی شاهرودی (نماینده ولی فقیه)
- سید حسن حسینی شاهرودی
- سید عبدالهادی حسینی شاهرودی